# 松浦有希子
松浦 有希子（まつうら ゆきこ、1978年2月4日 - ）は、日本の女優、声優、タレント。千葉県出身。

## 人物
小さい頃からアニメが好きだったため、声優を目指した。
スリーサイズはB78、W57、H84特技はピアノ。

## 出演
太字はメインキャラクター。

### テレビアニメ
1996年
- 赤ちゃんと僕（平井果子、マサ〈2代目〉）
- こちら葛飾区亀有公園前派出所（女の子、勝平〈初代〉）
- こどものおもちゃ（黒崎達也）
- 水色時代（平山るみ子）

1997年
- CLAMP学園探偵団（女生徒A）
- 超特急ヒカリアン（ケーくん）

1998年
- 発明BOYカニパン（受付嬢）

2002年
- こちら葛飾区亀有公園前派出所（冬子）

2004年
- こちら葛飾区亀有公園前派出所（婦警）

### OVA
1997年
- ベイビィ★LOVE（男の子A）

### 劇場アニメ
1999年
- こちら葛飾区亀有公園前派出所 THE MOVIE（勝平）

### ゲーム
1997年
- アニメフリークFX vol.5
- サターンボンバーマンファイト!!（まみ）

1998年
- ずっといっしょ（舞・アレクサンダー）

### ドラマCD
1996年
- ストリートファイターZERO2 外伝II さくら・もっとも危ない文化祭（女生徒1）

1997年
- ブレス オブ ファイアIII（ペコロス）